# Filewile
Filewile est un groupe pop-électro suisse originaire de Berne et formé en 2003 par Andreas Ryser et Daniel Jakob. Influencée par les sons électro, trip hop, dub, funk et pop, leur musique mêle à la fois guitares, percussions, orgue, instruments en plastique et autres sons analogiques.

## Biographie
Le groupe Filewile a débuté en 2003 lorsque Andreas Ryser (Dustbowl) et Daniel Jakob (Dejot) ont commencé leur aventure comme musiciens de rue devant les portes du Sonar Festival à Barcelone. Rapidement, le groupe fait parler de lui en mettant à disposition tous les mois un morceau à télécharger librement et en se produisant dans divers clubs à Vienne (Dubclub), Berlin (nbi), Londres (Cargo), Zürich (Zukunft, Dachkantine)... Différentes collaborations sont aussi menées avec des groupes suisses tels que Lunik, le groupe américain de punk-reggae Pressure Drop Soundsystem ou encore Bonaparte.

L'année suivante, en 2004, le groupe tourne son premier clip vidéo avec Michael Spahr intitulé "Chumpnrun" et qui sera diffusé en boucle sur la chaîne de télévision musicale allemande VIVA mais aussi au programme de quelques festivals de courts métrages en Europe. 
En 2007 sort alors leur premier album "Nassau Massage" dans lequel quelques grands noms ont participé à sa réalisation, dont notamment la diva du reggae Baby Chann, le rappeur Rider Shafique mais aussi la chanteuse culte de Massive Attack, Nicolette. Cet album mène également à une rencontre et une collaboration inspirante avec la chanteuse zurichoise Joy Frempong, qui ne tarde pas à soutenir et rejoindre le groupe sur leur tournée live qui les mènera jusqu'au Mexique.
Après deux années de production, le groupe, accompagné cette fois-ci de Joy Frempong, sort ainsi son deuxième album intitulé "Blueskywell". 
Sa présence charismatique sur scène apporte à la composition une présence vocale teintée de soul et de funk et rend l'ambiance des concerts encore plus percutante. Celle-ci n'hésite pas non plus à se fondre dans les instruments en jouant de vocalise ou en s'aidant d'un kazoo, instrument qui modifie la voix. 

L'album est alors beaucoup plus marqué de pop, chant, refrains, pression, rythmes entêtants et live que le précédent. L'album est mixé par Andi Flück et masterisé analogiquement par Stefano de Marchi. Salué par la critique, le single Number One Kid issus de l'album, sort avec des remixes de Robot Koch, Algorythm & Blues, Mercury et Ramax et un clip vidéo sensationnel de Jan Mühletaler (Roja Media) est réalisé.
En parallèle, Filewile crée son propre label : Mouthwatering Records (MCD, Algorythm & Blues, the Tape vs. RQM, Pressure Drop Soundsystem, etc.) en collaboration avec DJ Kev the Head.

Ensemble, ils lancent aussi Wankdorfrecording (Electric Blanket) avec le projet "Filewile - Remixed", produisent de la musique pour des publicités (Swatch), composent des musiques de film ("On The Line" de Reto Caffi cité aux Oscar, "Das Fräulein" d'Andrea Staka, "Slumming" de Michael Glawogger, etc.), du son pour le théâtre et les films documentaires.

## Discographie
Albums
- 2007: Nassau Massage | Mouthwatering Records
- 2011: Blueskywell | Mouthwatering Records & Underdog Records

EP
- 2005: Barbarella | Mouthwatering Records
- 2006: Filewile Remixed | Mouthwatering Records
- 2007: Damn | Mouthwatering Records
- 2009: Number One Kid | Mouthwatering Records

Singles
- 2004: Chumpnrun
- 2009: Number One Kid
- 2010: On The Run
- 2010: Codeine
- 2011: You Say I

## La tournée des festivals depuis 2010
Depuis 2010, Filewile a commencé une tournée des festivals internationaux:
- Pop Komm' en Suisse le 8 septembre 2010
- Télérama Dub Festival le 4 décembre 2010
- Transmusicales de Rennes le 11 décembre 2010
- Eurosonic en Allemagne le 18 janvier 2011
- Printemps de Bourges le 23 avril 2011
- Art Rock à Saint-Brieuc le 10 juin 2011
- Sonar Festival à Barcelone en Espagne le 18 juin 2011
- Festival de Jazz de Montréal le 25 juin 2011
- Fusion Festival en Allemagne le 30 juin 2011

... et bien d'autres lieux encore.

## Articles
- « Critique album : Filewile - Blueskywell », sur Sors-tu.ca, 23 juin 2011 (consulté le 26 avril 2023)
- « Filewile », sur Mx3.ch (consulté le 15 août 2020)
- « Filewile », sur Mx3.ch (consulté le 15 août 2020)
- « waaa.fr/2010/09/filewile/ »(Archive.org • Wikiwix • Archive.is • Google • Que faire ?)
- « liveweb.arte.tv/fr/video/Filew… »(Archive.org • Wikiwix • Archive.is • Google • Que faire ?)
- « radioneo.org/artistes/biograph… »(Archive.org • Wikiwix • Archive.is • Google • Que faire ?)